# Porto Alegre do Tocantins
Porto Alegre do Tocantins este un oraș din statul Tocantins (TO), Brazilia. Populația sa estimată în 2022 este de 2866 locuitori.

## Istorie
Fondat în 14 ianuarie 1988, prin desprinderea de municipiul Almas, Porto Alegre do Tocantins își leagă numele de figura lui Francisco Araújo de Carvalho, primul său primar. Denumirea localității provine de la un port situat pe râul Manoel Alves, unde o canoe veche facilita traversarea turmelor de vite. Portul era apreciat și pentru apele sale prielnice înotului, de aici derivând și toponimul sugestiv.
În prezent, Porto Alegre do Tocantins se remarcă în contextul regiunii sud-est a statului, alături de municipiul Dianópolis. Aici se implementează un amplu proiect de irigare pe râul Manoel Alves, menit să genereze numeroase oportunități de muncă pentru locuitorii zonei. 

## Turism
- Atracții: râul Manoel Alves.
- Sărbători populare: sărbătoarea Sfintei Luzia, aniversarea orașului și sărbătoarea iunie.
- Patron: Sfânta Luzia (13 decembrie).
- Economie: agropecuare, turism și generare de energie.